# Triangolo/Sesso o esse
Triangolo/Sesso o esse è un singolo di Renato Zero pubblicato nel 1978 dalla RCA Italiana - Zerolandia in formato 7", estratto dall'album Zerolandia.

## Descrizione
Triangolo è una delle più celebri canzoni del cantautore italiano. Il brano deve la sua notorietà alla grande presenza di frasi ambigue, non nuove nei testi dell'artista, e alla trasgressività del testo. La prima trasmissione radiofonica del brano risale al 10 ottobre 1978. Il brano rimase in classifica per 13 settimane complessive, fino al 6 gennaio 1979. Il brano, scritto da Renato Zero per il testo e da Renato Zero-Mario Vicari per la musica, è caratterizzato da un ritmo ballabile e una musica pop caratteristica del periodo.
Il testo racconta di un uomo che accetta un invito a casa da parte di una donna. L'uomo immagina che la serata si concluderà con un piacevole rapporto amoroso tra i due («...il pretesto lo sai: quattro dischi e un po' di whisky...»). Tuttavia, a casa della donna trova anche un altro uomo  («lui chi è?»). Dapprima, il protagonista si mostra scandalizzato dalla proposta indecente dell'esperienza del triangolo sessuale («lOra spiegami, dai! / l'atteggiamento che dovrò adottare... / mentre io rischierei, / di trovarmi al buio fra le braccia lui... / ... non è il mio tipo!!»), mentre sul finale della canzone si dimostra possibilista («..Si potrebbe vedere... si potrebbe inventare... si potrebbe rubare...») e finisce per ammettere («Il triangolo io lo rifarei... / Perché no? Lo rifarei!»).
Il singolo  riscosse un buon successo di vendite raggiungendo il secondo posto della classifica italiana e classificandosi alla fine al decimo posto della classifica annuale dei singoli.

## Tracce
1. Triangolo – 4:39 (testo: Renatozero – musica: Renatozero, Caviri)
2. Sesso o esse – 4:24 (testo: Renatozero, F. Evangelisti – musica: Renatozero, Michele Zarrillo)

## Classifiche italiane
Andamento nella classifica italiana
| Posizione | 5 | 3 | 2 | 2 | 2 | 3 | 3 | 3 | 3 | 2 | 2 | 3 | 4 |

## Citazioni e omaggi
- Triangolo è stato utilizzato nella colonna sonora del film Ma l'amore... sì! (2006).

## Cover
Le Compilation ne realizzano una cover assieme a Mi vendo, a Domenica In... Speciale Ultimo dell'Anno il 31 dicembre 1989. 
Jury ne ha fatto una versione nel programma televisivo L'anno che verrà nella diretta da Courmayeur del 31 dicembre 2011.